# Мэйс, Уильям Хардинг
Уи́льям Ха́рдинг Мэйс (англ. William Harding Mayes; 20 мая 1861, Мейфилд, Кентукки — 26 июня 1939, Остин, Техас) — американский политик, юрист, издатель и учитель, 23-й вице-губернатор Техаса.

## Биография
Уильям Хардинг Мэйс родился 20 мая 1861 года в Мейфилде, штат Кентукки, в семье Роберта Чаппелла и Фредонии Шарлотты (урожденной Стефенс) Мэйсов. Он окончил методистский колледж округа Падьюка, школу в Юнион-Сити, Теннесси, и университет Вандербильта.
В 1881 году Мэйс был принят в коллегию адвокатов Кентукки, а в 1882 году — в коллегию адвокатов Техаса. В 1881 году он занимался адвокатской практикой в Мейфилде, а с 1882 по 1886 год — в Браунвуде, Техас. В 1882—1883 годах Мэйс был прокурором округа Браун, в 1887—1914 годах издавал «Бюллетень Браунвуда», а в 1913—1914 годах был вице-губернатором Техаса. 
В 1914 году Мэйсу присвоили степень почётного профессора колледжа Дэниела Бейкера. Он основал школу журналистики в Университете Техаса и был её деканом на протяжении двенадцати лет. В 1920—1921 годах Мэйс был президентом Ассоциации американских школ и департаментов журналистики. Он также был исполнительным вице-президентом Всемирной выставки в Техасе 1936 года.

### Личная жизнь
26 ноября 1886 года Мэйс женился на Джесси Уэйр, у них родились четверо детей. После смерти Джесси в 1899 году, Мэйс 2 августа 1900 года женился на Анне Маршалл, которая родила ему троих детей.
Мэйс умер в своём доме в Остине 26 июня 1939 года, и был похоронен на кладбище Гринлиф в Браунвуде.